# Públio Cornélio Rufino (cônsul em 290 a.C.)
Públio Cornélio Rufino (em latim: Publius Cornelius Rufinus) foi um político da gente Cornélia da República Romana, eleito cônsul por duas vezes, em 290 e 277 a.C., com Lúcio Postúmio Megelo e Caio Júnio Bubulco Bruto respectivamente.

## Primeiro consulado (290 a.C.)
Foi eleito cônsul em 290 a.C. com Mânio Cúrio Dentato. Naquele ano, venceram os samnitas e acabaram com a Terceira Guerra Samnita, encerrando um ciclo de guerras que já durava quase cinquenta anos. O feito lhes valeu um grande triunfo. Além disso, depois de pouquíssimo tempo, conseguiram outro importante sucesso ao submeter definitivamente os sabinos, que eram uma constante ameaça à segurança de Roma. Ao fim desta guerra, os sabinos receberam a cidadania romana, mas sem direito a voto ("civitas sine suffragio"), e grande parte de seu território foi repartida entre o povo romano.

## Ditador romano (280 a.C.)?
Como Pirro havia deixado a Itália em meados de 279 a.C., Niebuhr comenta que o apoio de Fabrício à eleição de Rufino deve ter sido no primeiro consulado ou, talvez, com probabilidade ainda maior, que este apoio teria sido durante a sua ditadura, cujo ano não se menciona, mas que Niebuhr defende ter sido em 280 a.C., depois da derrota romana às margens do rio Siris (Batalha de Heracleia).

## Segundo consulado (277 a.C.)
Eleito novamente, desta vez com Caio Júnio Bubulco Bruto, foram enviados a Sâmnio e sofreram muito ao atacar os samnitas abrigados nas montanhas. A derrota romana na Batalha do monte Cranita gerou um desentendimento entre os cônsules, que acabaram se separando. Zonaras afirma que Bubulco se manteve em Sâmnio enquanto Rufino invadia Lucânia e Brúcio. Contudo, segundo os Fastos Capitolinos, que atribuem um triunfo sobre lucanos e brútios a Bubulco, é possível que o inverso tenha ocorrido.
O principal acontecimento de seu seguindo consulado foi a conquista da importante cidade de Crotona. Rufino tinha uma má reputação por causa de sua avareza e desonestidade, mas era, ao mesmo tempo, um dos generais mais importantes de seu tempo e, por isso, diz-se que Caio Fabrício Luscino, seu inimigo pessoal, teria apoiado sua candidatura em 277 a.C. (ou 280 a.C.?), pois os romanos precisavam de um general com sua experiência e habilitada para conduzir a guerra contra Pirro de Epiro.

## Anos finais
Em 275 a.C., os censores Caio Fabrício Luscino e Quinto Emílio Papo expulsaram Rufino do Senado afirmando que ele teria se apossado de dez libras de prata. Segundo Plínio, o Velho, Rufino ficou cego dormindo quando sonhava com sua própria desgraça. Seu neto foi o primeiro da família a utilizar o cognome "Sula".